# Radioaktiv - Remixed
Radioaktiv - Remixed é o terceiro single da banda alemã Heldmaschine, contém remixes da canção "Radioaktiv" do álbum "Weichen und Zunder" e é o terceiro e último single deste álbum. Foi lançado em 12 de abril de 2013. 

## Faixas
| N.º            | Título                                                             | Duração |  |
| 1.             | "Radioaktiv (Rotersand Rework)" (Remix por Rotersand)              | 4:12    |  |
| 2.             | "Radioaktiv (SITD Remix)" (Remix por [:SITD:])                     | 4:09    |  |
| 3.             | "Radioaktiv (Schruff & Kremers RMX)" (Remix por Schruff & Kremers) | 6:58    |  |
| 4.             | "Radioaktiv (Crumatics Remix)" (Remix por Crumatics)               | 4:44    |  |
| 5.             | "Radioaktiv" (Original)                                            | 4:28    |  |
| Duração total: | Duração total:                                                     | 23:51   |  |